# Buswiller
Buswiller (deutsch: Büsweiler) ist eine französische Gemeinde mit 286 Einwohnern (Stand 1. Januar 2021) im Département Bas-Rhin in der Region Grand Est (bis 2015 Elsass). Am 26. August 1961 wurde die Schreibweise von Bueswiller in Buswiller geändert.

## Geschichte

### Mittelalter
Die Ersterwähnung des Ortes erfolgte 784 in einer Urkunde des Klosters Weißenburg mit dem Namen „Buusso vilare“.
1453 heißt es in einer Urkunde, dass das Dorf Büsweiler „seit Alters her“ zur Herrschaft Lichtenberg gehöre. Es war ein Allod. Durch Gebietserwerb im 14. Jahrhundert mussten zu Beginn des 15. Jahrhunderts die zu umfangreich gewordenen Ämter Ingweiler und Buchsweiler der Herrschaft Lichtenberg neu organisiert werden. Dabei wurde unter anderem das Amt Pfaffenhofen ausgegliedert und verselbständigt, zu dem auch Büsweiler gehörte.
Anna von Lichtenberg (* 1442; † 1474), eine der beiden Erbtöchter Ludwigs V. von Lichtenberg (* 1417; † 1474) heiratete 1458 den Grafen Philipp I. den Älteren von Hanau-Babenhausen (* 1417; † 1480), der eine kleine Sekundogenitur aus dem Bestand der Grafschaft Hanau erhalten hatte, um heiraten zu können. Durch die Heirat entstand die Grafschaft Hanau-Lichtenberg. Nach dem Tod des letzten Lichtenbergers, Jakob von Lichtenberg, eines Onkels von Anna, erhielt Philipp I. d. Ä. 1480 die Hälfte der Herrschaft Lichtenberg. Zu dieser Hälfte gehörte auch das Amt Pfaffenhofen mit Büsweiler.

### Neuzeit
Graf Philipp IV. von Hanau-Lichtenberg (1514–1590) führte nach seinem Regierungsantritt 1538 die Reformation in seiner Grafschaft konsequent durch, die nun lutherisch wurde.
Durch die Reunionspolitik Frankreichs fielen 1680 erhebliche der im Elsass gelegenen Teile der Grafschaft Hanau-Lichtenberg unter die Oberhoheit Frankreichs. Dazu zählte auch das Amt Pfaffenhofen. Anfang des 18. Jahrhunderts scheidet das Dorf aus der Herrschaft Lichtenberg aus.

### Bevölkerungsentwicklung
| 1962 | 1968 | 1975 | 1982 | 1990 | 1999 | 2006 | 2017 |
| ---- | ---- | ---- | ---- | ---- | ---- | ---- | ---- |
| 192  | 201  | 170  | 169  | 189  | 170  | 201  | 274  |

## Wirtschaft
Wichtige Erwerbszweige sind das Kleingewerbe und die Landwirtschaft mit Acker- und Weinbau.